# Cantón de Uzel
El cantón de Uzel era una división administrativa francesa, que estaba situada en el departamento de Costas de Armor y la región de Bretaña.

## Composición
El cantón estaba formado por siete comunas:
- Allineuc
- Grâce-Uzel
- Le Quillio
- Merléac
- Saint-Hervé
- Saint-Thélo
- Uzel

## Supresión del cantón de Uzel
En aplicación del Decreto nº 2014-150 de 13 de febrero de 2014, el cantón de Uzel fue suprimido el 22 de marzo de 2015 y sus 7 comunas pasaron a formar parte del nuevo cantón de Mûr-de-Bretagne.